# Gypsophila eriocalyx
Gypsophila eriocalyx är en nejlikväxtart som beskrevs av Pierre Edmond Boissier. Gypsophila eriocalyx ingår i släktet slöjor, och familjen nejlikväxter. Inga underarter finns listade i Catalogue of Life.